# Caltathra dubia
Caltathra dubia är en insektsart som först beskrevs av Lucien Chopard 1915.  Caltathra dubia ingår i släktet Caltathra och familjen syrsor. Inga underarter finns listade i Catalogue of Life.